# Presbiterianismo no Paraná

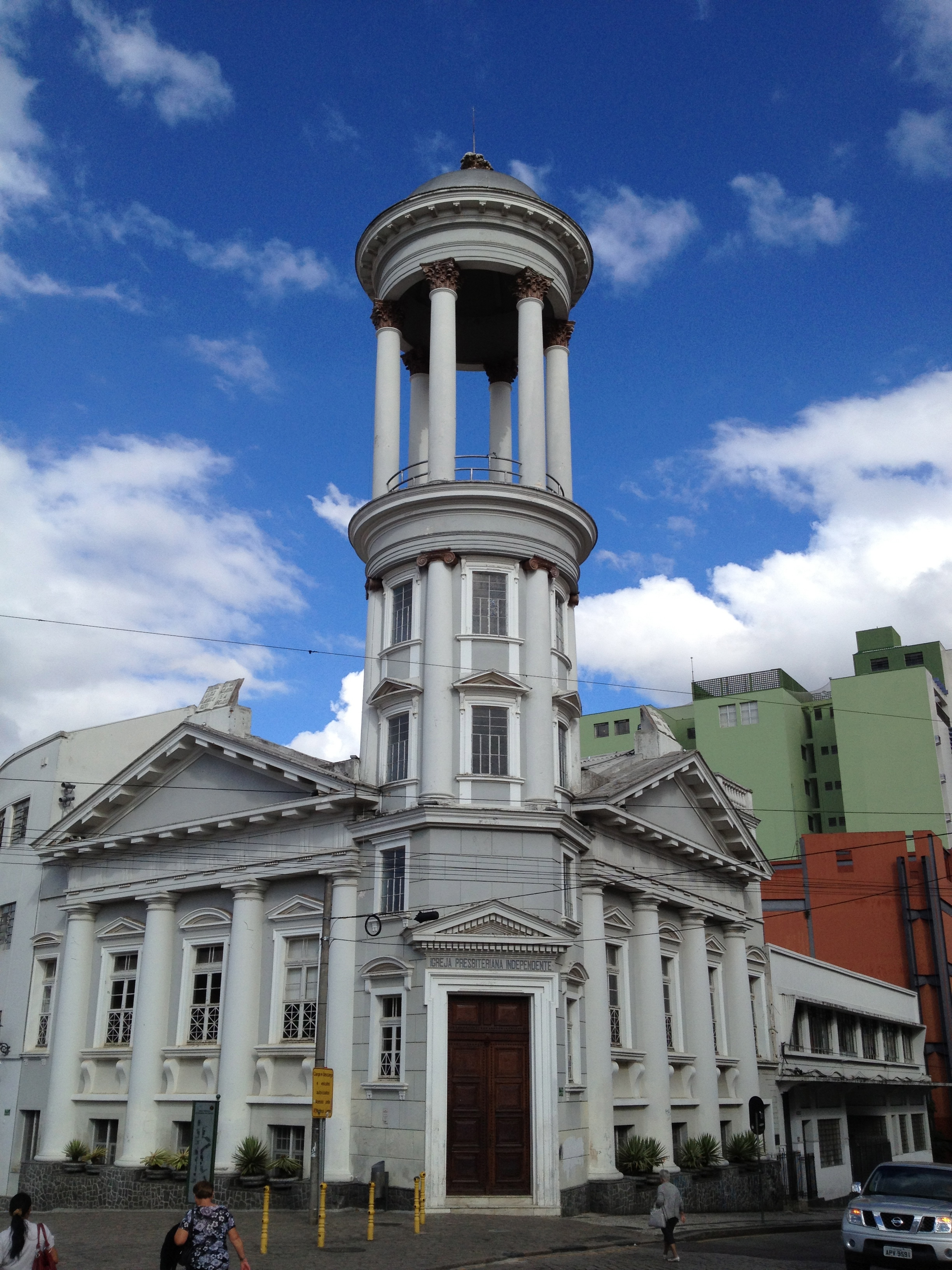
Primeira Igreja Presbiteriana Independente de Curitiba.

O Presbiterianismo é a terceira maior família denominacional protestante histórica no Estado do Paraná (atrás dos batistas e adventistas), correspondendo a 0,93% da população do Estado. Sendo assim é o estado com o quarto maior percentual de presbiterianos no Brasil e o maior na Região Sul do país.
Em 2009, a Lei Estadual número 16.222 instituiu no Calendário Oficial do Estado do Paraná a Semana do Presbiterianismo, a ser comemorada na semana em que esteja inserido o dia 12 de agosto.

## História

### Precedentes
O Presbiterianismo chegou a Paraná pela visita do Rev. José Manoel da Conceição que visitou Castro, pregou em Ponta Grossa, antes disto não há relatos de que outro pregador evangélico já havia visitado o Paraná. O Rev. Alexander Latimer Blackford, enviado pela da Sociedade Bíblica Americana , fez o trabalho de colportor no Estado, bem como uma conferência em Curitiba, distribuindo Bíblias e Novos Testamentos. João Antunes de Moura, outro missionário, visitou o Paraná  também distribuindo material bíblico em 1878 na região de Guarapuava.

### Evangelização
Em 1884 o missionário Rev. Robert Lenington, enviado pela Igreja Presbiteriana nos Estados Unidos da América (PCUSA), chegou ao Brasil em 1868 e inicialmente trabalhou de evangelização em São Paulo e Minas Gerais. No dia 3 de junho de 1884, o Rev. Robert Lenington e João Antunes de Moura  visitaram Castro, passando ali uma semana. Em suas viagens por outras localidades, os missionário tiveram o apoio de colpotores. Entre eles, Moura e Pinheiro, iniciaram o trabalho em Fundão, onde distribuiram Bíblias e folhetos. Ocasião em que já havia uma família evangélica na cidade, o Sr. José Rodrigues Lagos,convertidos pela leitura da Bíblia e publicações da Imprensa Evangélica. Em 26 de outubro de 1884 O Rev. Lenington  Sr. José Lagos visitaram Fundão, local em que foi organizada a primeira igreja presbiteriana do Paraná.
A partir do crescimento da igreja em Fundão, outras quatro igrejas foram organizadas em Espigão Alto, Sengés, Boa Vista e Montaria. A partir disto, Lenington foi a vila de Tibagi para continuar sua evangelização.
Em dezembro de 1884 a Igreja de Tibagi foi a segunda igreja organizada do Estado, com o batismo e profissão de fé de mais de 10 pessoas.
O Rev. Lenington visitou Guarapuava em 1884 e 1886, passando por Curitiba, Antonina, Cerro Azul, Imbituva e Ivaí.
Ainda em 1884, o Rev. Robert Lenington com a ajuda de Joaquim Matheus Ferreira inicia a Congregação Presbiteriana de Papanduva no município de Prudentópolis, cuja membresia é, por ocasião da criação da igreja presbiteriana independente, transferida para a Congregação de Manduri, no mesmo município.
Em 1885, os Revs. Lenington e George A. Landes visitaram Fundão, Curitiba, Castro, Tibagi, São Luís, Ponta Grossa, e Palmeira. A evangelização efetiva de Curitiba foi iniciada pelo Rev. George Anderson Landes, que contou com as visitas do Rev. George Whitehill Chamberlain. Nestas ocasiões muitos missionários sofreram com perseguições religiosas, todavia, isto funcionou para despertar curiosidade nos ouvintes e por isto muito se aproximaram.
A foram organizada em julho de 1888 Igreja Presbiteriana de Curitiba e a Igreja Presbiteriana de Castro. Em setembro do mesmo ano a Igreja Presbiteriana do Brasil tornou-se uma denominação independente das igrejas estadunidenses.
Landes morou em Castro na década de 1980. Posteriormente, retornou para Ponta Grossa, onde contou com a ajuda do Rev. Tancredo Costa. Juntos, os dois missionários organizaram a primeira igreja presbiteriana em Ponta Grossa em julho de 1915.
O Rev. Filipe Landes, filho de George Landes, residiu por muitos anos no Estado, até mudar-se para o Mato Grosso, onde ajudou a expandir o presbiterianismo, tendo sido ainda professor do Seminário de Presbiteriano de Campinas.
O Rev. Modesto Perestrello Barros de Carvalhosa residiu em Curitiba entre 1888 e 1893, tendo contribuido para a organização das igrejas presbiteriana em Guarapuava  e Itaqui.
Em Curitiba foi fundada pela Missão norte-americana a Escola Americana de Curitiba e, sendo a primeira escola confessional presbiteriana do Estado, que funcionou como filial da escola em São Paulo. Dirigiram esta escola Mary Parker Dascomb e Elmira  Kuhl.
O Rev. Thomas Jackson Porter também foi missionário em Curitiba, contribuindo para a construção do primeiro edifício da igreja na cidade. Tornou-se posteriormente professor no Seminário Presbiteriano de Campinas.
O Rev. José Maurício Higgins, assumiu a igreja em Curitiba em 1897 e pastoreou no local até 1903, sendo o primeiro pastor nacional na cidade. Em 1903, a Igreja Presbiteriana do Brasil soufreu um cisma, que deu origem a Igreja Presbiteriana Independente do Brasil. Nesta ocasião o Rev. José Maurício Higgins aderiu ao grupo dissidente, juntamente com a Igreja de Itaqui.
O Rev. George Luverno Bickerstaph e D. Josephine resiiram em Castro de 1896 até 1916 21 assistindo todo o campo missionário paranaense até Guarapuava, tendo sido responsável pelo primeiro edifício da igreja na cidade de Castro.
O trabalho do Rev. Bickerstaph, levou a conversão de Adolfo Anders, Rodolfo Anders, Avelino Boamorte e Helcias Schelesky, que tornaram-se pastores no Estado, bem como Willis Roberto Banks, que iniciou a evangelização de Juquiá e Iguape, no sul de São Paulo.

### Formação do Presbitério Sul
Em 1896, foi criada a Missão Sul do Brasil, abrangendo Paraná e Santa Catarina. Já em 1900, a Igreja Presbiteriana do Brasil, era formada por um único sínodo, e foi aprovada a divisão do Presbitério de São Paulo para formar o Presbitério do Sul, correspondente aos estados do Paraná, Santa Catarina e Rio Grande do Sul.
O Rev. Roberto Frederico Lenington, filho de Robert Lenington, foi o primeiro pastor de Guarapuava, residiu em Santa Catarina até 1910, e pastoreou a igreja em Curitiba até 1916 e até 1923 pastoreou todas as igrejas do Presbitério Sul.
o Rev. John Benjamin Kolb chegou ao Brasil em 1884 e iniciou o seu trabalho na Bahia e em Sergipe (Missão Brasil Central). Após trabalhar por alguns anos em Santa Catarina, transferiu-se para o Paraná em 1906, ali ficando até o fim da sua carreira, em 1921. As duas principais igrejas que pastoreou foram as de Guarapuava e Ponta Grossa.
Em 1917, o Rev. Bickerstaph transferiu-se para Lages (SC), sendo substituído no pastorado da Igreja de Castro pelo Rev. Harry Preston Midkiff, o fundador do Instituto Cristão (1915).
Em 1968 um importante cisma atingiu a Igreja Presbiteriana do Brasil que culminou na formação da Igreja Cristã Presbiteriana que em 1975 se uniu a Igreja Presbiteriana Independente Renovada para formar a atual Igreja Presbiteriana Renovada do Brasil. A denominação possui um seminário em Cianorte no Estado do Paraná.
Desde 1989 o Presbitério de Curitiba intensificou o interesse na formação de ministros. O Presbitério das Araucárias criou o Centro Teológico Presbiteriano de Curitiba (CEPET), logo após sua organização, apoiado pelos dois presbitérios em Curitiba. Em 2003, os Sínodos de Curitiba, Vale do Tibagi, Integração Catarinense da Igreja Presbiteriana do Brasil e o Sínodo da Igrejas Evangélicas Reformadas no Brasil criaram a Associação Presbiteriana de Ensino e Beneficência (APRESBES) atuando na formação de ministros. A APRESBES iniciou o curso de Bacharel em Teologia, dando início a Faculdade Teológica Sul-Brasileira (FATESUL), cujo diretor foi o Rev. Francisco Creti Neto.
O objetivo do Sínodo Curitiba da Igreja Presbiteriana do Brasil é que até 2020 haja uma igreja para cada 50 mil habitantes na região 
Em 2022, a FATESUL foi incorporada completamente à extrutura da IPB, tornando-se o Seminário Presbiteriano do Sul - Extensão Curitiba.

## Igreja Presbiteriana do Brasil

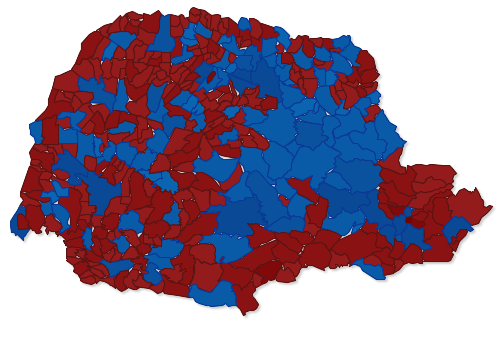
Municípios com igrejas e congregações federadas a Igreja Presbiteriana do Brasil no Paraná.

A Igreja Presbiteriana do Brasil (IPB) é a maior denominação presbiteriana no Paraná, com mais de 200 igrejas e congregações.
A IPB tem quatro de seus 84 sínodos no Paraná: o Sínodo Curitiba, Sínodo Metropolitano de Londrina, Sínodo Norte do Paraná e Sínodo Vale do Tibagi que juntos abrangem as igrejas de todo o Estado.
A IPB e suas igrejas federadas no Paraná operam 9  escolas no Estado.  Além disso, o Seminário Presbiteriano do Sul - Extensão Curitiba (anteriormente denominado FATESUL) está presente no estado e atua na formação de pastores.
Embora a IPB posiciona-se contra o Movimento de igrejas em células conforme o G12, algumas igrejas locais no Estado adotam o sistema de células para sua organização, tal como a Igreja Presbiteriana Central de Londrina.
A Junta de Missões Nacionais trabalha com missões no Paraná nos municípios de Dois Vizinhos, Laranjeiras do Sul, Palmeira, Ventania, Goioerê e Sapopema.

## Igreja Presbiteriana Independente do Brasil

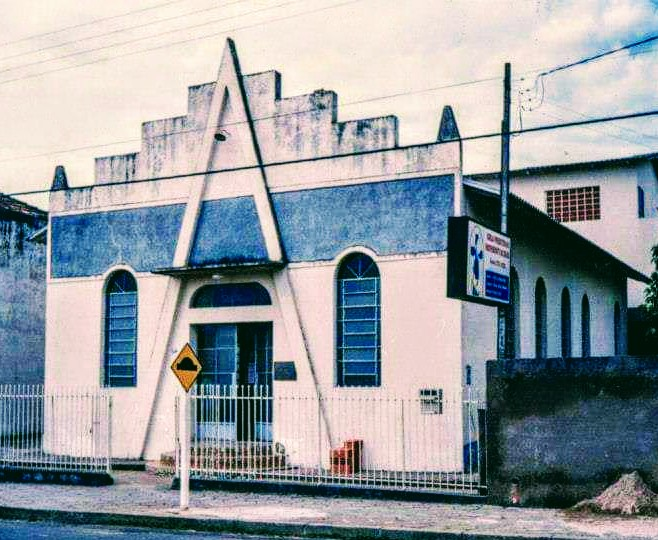
Templo da Igreja Presbiteriana Independente de Telêmaco Borba, na região dos Campos Gerais do Paraná.

A Igreja Presbiteriana Independente do Brasil (IPIB) tem dois de seus 15 sínodos presentes no Paraná, o Sínodo Meridional e o Sínodo Vale do Rio Paraná e em 7 de seus presbitérios.
Em 2015, em estatísticas feitas pela denominação, 4 das 5 maiores igrejas locais federadas a IPIB encontravam-se no Paraná. São elas respectivamente: Primeira Igreja Presbiteriana Independente de Londrina com 5.020 membros; Igreja Presbiteriana Independente de Rolândia com 2.721 membros; Primeira Igreja Presbiteriana Independente de Maringá com 2.158 membros e a Igreja Presbiteriana Independente de Ibiporã com 1.737 membros (que juntas compõem aproximadamente 13% dos membros da denominação). A outra igreja entre as maiores fora do Estado foi a Igreja Presbiteriana Independente de Dourados no Mato Grosso do Sul, com 2.138 membros.
A maioria das igrejas federadas a IPIB no Estado tornaram-se  igrejas em células desde 1997, movimento este difundido em todo o Estado.  Um reflexo disto é que todas as igrejas locais federadas a IPIB listadas acima no Estado do Paraná se organizam em células.

## Igreja Presbiteriana Conservadora do Brasil
A Igreja Presbiteriana Conservadora do Brasil tem 11 igrejas locais federadas ao Presbitério Paraná, o seu único presbitério no Estado. 

## Outras denominações
A Igreja Presbiteriana Unida do Brasil e Igreja Presbiteriana Fundamentalista do Brasil não possuem igrejas federadas no Paraná.